# Daphnopsis nevlingiana
Daphnopsis nevlingiana är en tibastväxtart som beskrevs av J.A. Steyermark. Daphnopsis nevlingiana ingår i släktet Daphnopsis och familjen tibastväxter. Inga underarter finns listade i Catalogue of Life.